# Бежунь (гмина)
Бежунь (пол. Bieżuń) — гмина (волость) в Польше, входит как административная единица в Журоминский повет, Мазовецкое воеводство. Население — 5303 человека (на 2004 год).

## Демография
| Перепись                       | Всего   | Всего | Женщины | Женщины | Мужчины | Мужчины |
| ------------------------------ | ------- | ----- | ------- | ------- | ------- | ------- |
| Единицы                        | человек | %     | человек | %       | человек | %       |
| Население                      | 5303    | 100   | 2681    | 50,6    | 2622    | 49,4    |
| Плотность населения (чел./км²) | 43,5    | 43,5  | 22      | 22      | 21,5    | 21,5    |

## Сельские округа
1. Адамово
2. Белявы-Голуске
3. Домбрувки
4. Дзвежно
5. Голушин
6. Карнишин
7. Карнишин-Парцеле
8. Кобыля-Лонка
9. Коцево
10. Мак
11. Малоцин
12. Мыслин
13. Позга
14. Садлово
15. Садлово-Парцеле
16. Славенцин
17. Станиславово
18. Ставишин-Лазиска
19. Ставишин-Звалево
20. Стшешево
21. Тшаски
22. Велюнь-Залесе
23. Вилево
24. Пелки
25. Владыславово
26. Згличин-Пободзы

## Соседние гмины
1. Гмина Лютоцин
2. Гмина Радзанув
3. Гмина Росцишево
4. Гмина Семёнтково
5. Гмина Шреньск
6. Гмина Завидз
7. Гмина Журомин